# Pertusaria melanochlora
Pertusaria melanochlora är en lavart som först beskrevs av Augustin  Pyrame de Candolle och som fick sitt nu gällande namn av William Nylander. 
Pertusaria melanochlora ingår i släktet Pertusaria och familjen Pertusariaceae. Inga underarter finns listade i Catalogue of Life.